# آرتور گورگی
آرتور گورگی (به مجاری: Görgei Artúr) (زاده ۳۰ ژانویهٔ ۱۸۱۸ – درگذشته ۲۱ مهٔ ۱۹۱۶) سیاست‌مدار مجار و یکی از ژنرال‌ها و فرماندهان ارتش در انقلاب ۱۸۴۸ مجارستان بود.